# Maimi Yajima
Maimi Yajima (矢島 舞美?, Yajima Maimi; Saitama, 7 febbraio 1992) è una cantante e attrice giapponese, è la leader del gruppo J-pop femminile °C-ute.
Una sua cugina più piccola, Akari Takeuchi, è membro degli s/mileage.

## Carriera

### Musica
Entra a far parte dell'agenzia Hello! Project nel 2002. Dopo aver partecipato alle Berryz Kobo nel 2004, a partire dal 2005 fa parte del gruppo °C-ute, formato da sole ragazze; anche non essendo la più grande del gruppo presto s'impose come la leader ufficiale, a partire dal loro debutto alla fine del 2006.
Maimi è inoltre la sub-leader del gruppo Little Gatas.

### Cinema e televisione
Maimi è anche attiva nel mondo del cinema.
Nel 2009 prese parte al film Fuyu no Kaidan (冬の怪談) e, nel 2010, in Black Angels (ブラック エンジェルズ). Nel 2012 invece reciterà in Zomvideo (ゾンビデオ), insieme ad un'altra ragazza facente parte delle Cute, Nakajima Saki.
Tra i dorama e gli special televisivi a cui ha partecipato si possono citare Ahoya nen! Sukiya nen!, Beautiful Girls Chat Show e Earth Saver: Save the Future with the Art of Dreams!.